# Ryan Meara
Ryan Meara (Crestwood, Nueva York, Estados Unidos; 15 de noviembre de 1990) es un exfutbolista estadounidense. Jugaba de guardameta y pasó su carrera en su país.

## Trayectoria

### Inicios
Meara creció en Yonkers, Nueva York. Como juvenil formó parte de las inferiores del Reading de Inglaterra. En su etapa de universitario, jugó para los Fordham Rams de la Universidad de Fordham entre 2008 y 2011. Jugó un total de 74 partidos y registró 31 arcos en cero en los Rams.
En 2009 jugó para los Long Island Rough Riders de la USL PDL y en 2010 en el Jersey Express S.C.

### Profesional
El 6 de febrero de 2012, Meara fue seleccionado por los New York Red Bulls en el puesto 31.º del SuperDraft de la MLS 2012. Debutó con el equipo de Nueva York el 11 de marzo contra el FC Dallas. Se ganó un lugar en el equipo titular en su primera temporada, pero el 8 de julio sufrió una lesión que requirió cirugía y lo dejó fuera el resto de la temporada.
El 11 de diciembre de 2014 fue enviado a préstamo al New York City FC para la temporada 2015.
Regresó a su club a finales del año 2015 y fue enviado a préstamo al equipo reserva, el New York Red Bulls II. Debutó en el segundo equipo el 26 de marzo de 2016 en el empate 2:2 contra el Toronto FC II. Esa temporada 2016 de la USL, el portero fue parte de la obtención del título y fue el capitán en la final contra el Swope Park Rangers el 23 de octubre que los Red Bulls II ganaron por 5:1.

### Selección nacional
Meara, quien tiene ascendencia irlandesa por parte de sus abuelos, fue citado a la selección de Irlanda sub-21 el 30 de abril de 2012. Sin embargo, los Red Bulls no prestaron al jugador.
En junio de 2014 la selección de Irlanda entrenó en las instalaciones del New York Red Bull, preparando un encuentro amistoso contra Portugal. Meara fue invitado a estos entrenamientos. Martin O'Neill, entrenador de la selección dijo que tenía al jugador en la mira.
Anunció su retiro en enero de 2025.

## Estadísticas
Actualizado al último partido disputado el 19 de mayo de 2019.
| New York Red Bulls Estados Unidos                                                            |               |               |    |    |    |   |   |    |    |   |
| 1.ª                                                                                          | 2012          | 18            | 0  | 2  | 0  | - | - | 20 | 0  |   |
| 1.ª                                                                                          | 2013          | 0             | 0  | 2  | 0  | - | - | 2  | 0  |   |
| 1.ª                                                                                          | 2014          | 0             | 0  | 1  | 0  | 4 | 0 | 5  | 0  |   |
| 1.ª                                                                                          | 2016          | 0             | 0  | 1  | 0  | 1 | 0 | 2  | 0  |   |
| 1.ª                                                                                          | 2017          | 0             | 0  | 5  | 0  | - | - | 5  | 0  |   |
| 1.ª                                                                                          | 2018          | 3             | 0  | 1  | 0  | 0 | 0 | 4  | 0  |   |
| 1.ª                                                                                          | 2019          | 1             | 0  | 1  | 0  | 0 | 0 | 2  | 0  |   |
| 1.ª                                                                                          | 2020          | 0             | 0  | 0  | 0  | - | - | 0  | 0  |   |
| Total club                                                                                   | Total club    | 22            | 0  | 13 | 0  | 5 | 0 | 40 | 0  |   |
| New York City FC Estados Unidos                                                              |               |               |    |    |    |   |   |    |    |   |
| 1.ª                                                                                          | 2015          | 1             | 0  | -  | -  | - | - | 1  | 0  |   |
| Total club                                                                                   | Total club    | 1             | 0  | 0  | 0  | 0 | 0 | 1  | 0  |   |
| New York Red Bulls II Estados Unidos                                                         |               |               |    |    |    |   |   |    |    |   |
| 1.ª                                                                                          | 2013          | 9             | 0  | -  | -  | - | - | 9  | 0  |   |
| 1.ª                                                                                          | 2014          | 7             | 0  | -  | -  | - | - | 7  | 0  |   |
| 1.ª                                                                                          | 2016          | 25            | 0  | -  | -  | - | - | 25 | 0  |   |
| 1.ª                                                                                          | 2017          | 3             | 0  | -  | -  | - | - | 3  | 0  |   |
| 1.ª                                                                                          | 2018          | 4             | 0  | -  | -  | - | - | 4  | 0  |   |
| 1.ª                                                                                          | 2019          | 2             | 0  | -  | -  | - | - | 2  | 0  |   |
| Total club                                                                                   | Total club    | 50            | 0  | 0  | 0  | 0 | 0 | 50 | 0  |   |
| Total carrera                                                                                | Total carrera | Total carrera | 73 | 0  | 13 | 0 | 5 | 0  | 91 | 0 |
| (1) Incluye datos de la US Open Cup (2) Incluye datos de la Liga de Campeones de la Concacaf |               |               |    |    |    |   |   |    |    |   |

## Palmarés

### Títulos nacionales
| Título                 | Club                  | País           | Año  |
| ---------------------- | --------------------- | -------------- | ---- |
| MLS Supporters' Shield | New York Red Bulls    | Estados Unidos | 2013 |
| MLS Supporters' Shield | New York Red Bulls    | Estados Unidos | 2018 |
| USL Cup                | New York Red Bulls II | Estados Unidos | 2016 |